# Serrat Pedregós (Castell de Mur)
|  | Aquest article tracta sobre Serrat Pedregós de Castell de Mur. Vegeu-ne altres significats a «Serrat Pedregós (les Avellanes i Santa Linya)». |

El Serrat Pedregós és un serrat del municipi de Castell de Mur, al Pallars Jussà, dins del terme antic de Guàrdia de Tremp.
És a la part sud-oriental d'aquest antic terme, just al sud del poble de Cellers. Situat al nord del barranc del Bosc, que passa en una afrau per sota mateix del serrat, té en el seu extrem de llevant la Roca Regina. Aquest serrat està marcat per tres antics passos dels camins que unien el Pallars Jussà i la Noguera: a ponent, el Pas de l'Ós, a la part central, el Pas de l'Arbocera i, a llevant, lo Pas Nou. ElCamí del Bosc travessa pel mig aquest serrat i el comunica amb Cellers i, antigament, amb la carena principal del Montsec d'Ares.